# 粉竹樓
隴西院位於四川省江油縣（原彰明縣）青蓮鄉，文物遺址年代判定為清代。1961年7月13日公佈為四川省第二批歷史及革命文物保護單位。1980年7月7日重新公佈為四川省第一批文物保護單位。包括隴西院、粉竹樓、太白祠。
在彰明縣南郊的青蓮鎮，分布著太白祠、隴西院、粉竹樓、洗墨池、月園墓等有關遺蹟，合稱李白故居。
粉竹樓位於青蓮鎮北郊、太華山西麓，傳為李白之妹李月園故居。相傳李月園與好友張雪娥在樓上吟詩刺繡，每天將梳洗的脂粉水潑到樓下竹林里，天長日久，青竹變成了粉竹，故此得名。清道光十七年(1837)重建，占地面積3000平方公尺，建築面積550平方公尺。
粉竹樓保護範圍：東、南，北面以現有圍牆為界，西至綿江公路人行道邊線。面積3,660平方米「四川省人民政府關於公布四川省全國重點文物保護單位和省級文物保護單位保護範圍的通知」，川府函〔2014〕199號，2014年10月31日</ref>。